# Gyeltshab Je
| Tibetische Bezeichnung                 |
| -------------------------------------- |
| Wylie-Transliteration: rgyal tshab rje |
| Chinesische Bezeichnung                |
| Vereinfacht: 贾曹杰                    |
| Pinyin:Jiacao Jie                      |

Gyeltshab Je Dharma Rinchen (tib.: rgyal tshab rje dar ma rin chen; geb. 1364 in Tsang; gest. 1432) war ein bedeutender Autor und Lama der Gelug-Schule des tibetischen Buddhismus. Er war Schüler des Rendawa Shönnu Lodrö (tib.: red mda’ ba gzhon nu blo gros; 1349–1412) und des Gründers des Gelug-Ordens Tsongkhapa. Nach dem Tod Tsongkhapas wurde Gyeltshab Dharma Rinchen Thronhalter von Ganden.